# Contea di Lawrence (Tennessee)
La contea di Lawrence in inglese Lawrence County è una contea dello Stato del Tennessee, negli Stati Uniti. La popolazione al censimento del 2000 era di 39 926 abitanti. Il capoluogo di contea è Lawrenceburg.